# Robyn Boak
Robyn Boak (* 13. April 1955) ist eine ehemalige australische Sprinterin.
Bei den British Commonwealth Games 1974 in Christchurch siegte sie in der 4-mal-100-Meter-Staffel und wurde Siebte über 200 m.

## Persönliche Bestzeiten
- 100 m: 11,3 s, 13. Dezember 1973, Sydney
- 200 m: 23,45 s, 29. Januar 1974, Christchurch (handgestoppt: 23,1 s, 13. Dezember 1973, Sydney)